# Melichthys vidua
Melichthys vidua là một loài cá biển thuộc chi Melichthys trong họ Cá bò da. Loài này được mô tả lần đầu tiên vào năm 1845.

## Từ nguyên
Từ định danh vidua trong tiếng Latinh có nghĩa là "góa phụ", hàm ý không rõ đề cập đến điều gì.

## Phạm vi phân bố và môi trường sống
M. vidua có phân bố rộng khắp khu vực Ấn Độ Dương - Thái Bình Dương, từ Đông Phi xuống Nam Phi trải dài về phía đông đến quần đảo Marquises và quần đảo Gambier (Polynésie thuộc Pháp), ngược lên phía bắc đến Nam Nhật Bản (gồm cả quần đảo Ogasawara) và quần đảo Hawaii, xa về phía nam đến rạn san hô Great Barrier (Úc), Nouvelle-Calédonie và Tonga; ở Đông Thái Bình Dương, M. vidua đã được ghi nhận tại quần đảo Revillagigedo (México).
Ở Việt Nam, M. vidua đã được ghi nhận tại cù lao Chàm (Quảng Nam), ngoài khơi Phú Yên, Ninh Thuận và Bình Thuận, Côn Đảo, quần đảo Hoàng Sa và quần đảo Trường Sa.
M. vidua sống tập trung trên các rạn san hô viền bờ, phổ biến ở những vùng có nhiều loài thủy sinh không xương sống, độ sâu khoảng 4–60 m.

## Mô tả

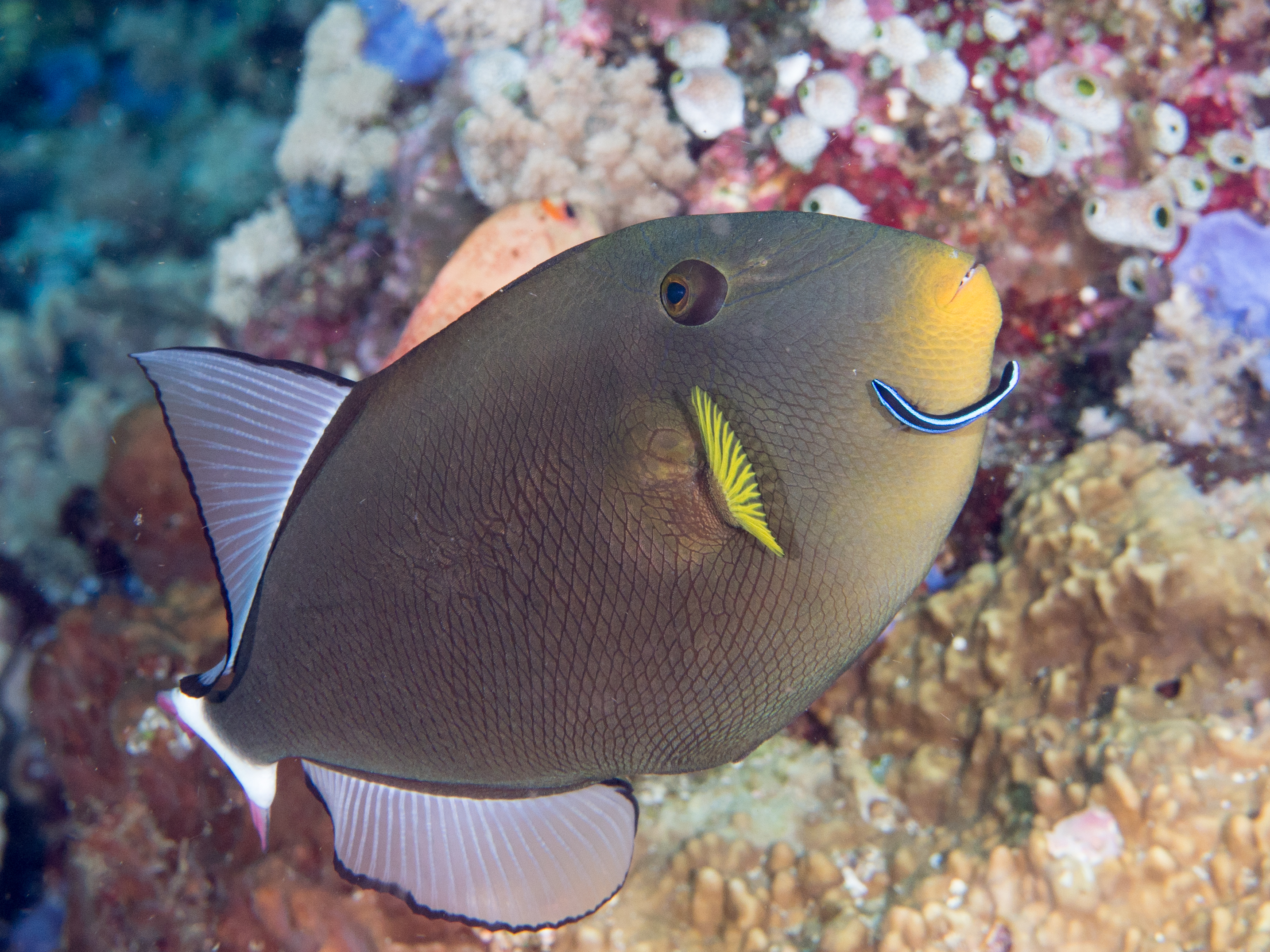
M. vidua đang được vệ sinh bởi Labroides dimidiatus

Chiều dài cơ thể lớn nhất được ghi nhận ở M. vidua là 40 cm. M. vidua có màu nâu sẫm, gần như đen hoàn toàn. Phần mõm có màu vàng cam. Vây lưng sau và vây hậu môn trắng đục với viền đen. Vây ngực màu vàng. Vây đuôi trắng ở gốc, ra xa ửng hồng. Cá con có các sọc đen xung quanh mắt, vây lưng sau và vây hậu môn có các sọc ngang màu đen.
Số gai ở vây lưng: 3; Số tia vây ở vây lưng: 31–35; Số gai ở vây hậu môn: 0; Số tia vây ở vây hậu môn: 27–31; Số tia vây ở vây ngực: 14–16.

## Sinh thái học
Thức ăn chủ yếu của M. vidua là tảo và vụn hữu cơ, nhưng chúng cũng có thể ăn cả giáp xác, nhuyễn thể, hải miên và cá nhỏ.

## Thương mại
M. vidua được bán tươi sống trong các chợ cá, nhưng lại là thành phần ít quan trọng đối với ngành ngư nghiệp.